# Kohaku
Pour l’article homonyme, voir Kōhaku Uta Gassen.
Le kohaku est une variété bicolore de la carpe koï, un grand poisson d'ornement japonais pour bassins d'extérieur.
Cette variété blanche et rouge est l'une des plus répandues et appréciées dans le monde. Elle est également la première à avoir été créée, vers le début du XIXe siècle.

## L'histoire du kohaku
Ces carpes sont nées entre 1805 et 1830 au Japon, dans les rizières du Niigata, la région natale des koï. La variété est apparue à la suite de croisements effectués entre une carpe blanche à joues rouges appelée Hookazuki et une variété rouge nommée Higoi. Des kohaku aux motifs les plus divers ont vu le jour jusqu'au milieu du XXe siècle, époque à laquelle les motifs se sont stabilisés et vus attribuer des noms spécifiques.

## Les motifs
Tous les kohaku sont blancs avec une ou plusieurs taches rouges de tailles et de formes diverses réparties le long du corps. Cependant, le hi (rouge) doit recouvrir au moins 50% du corps.
Il existe des multitudes de motifs kohaku différents qui ont apparu et disparu au fil des décennies. Voici ceux que les éleveurs ont jugé bon de conserver et d'améliorer esthétiquement au cours du temps:
- Maruten Kohaku : koï arborant une marque rouge distincte sur la tête suivie de plusieurs autres marques tout au long du corps.
- Inazuma Kohaku : koï présentant une marque unique s'étendant en zigzag de la tête jusqu'à la queue.
- Nidan Kohaku: koï avec deux marques rouges.
- Sandan Kohaku : Koï à trois marques rouges.
- Yondan Kohaku : Koï à quatre marques.

Normalement le  motif "hi" (rouge) prend naissance sur la tête et forme un "U" qui doit descendre jusqu'au niveau des yeux. S'il descend sous les yeux, cela est considéré comme un défaut lors des concours de beauté (KOI SHOW). Si le motif "hi" reste au-dessus des yeux, une coloration des lèvres est acceptée, cela s'appelle le Kuchibeni.
Le tancho est un koï blanc avec une unique marque rouge ronde ou ovale sur la tête. Il forme une variété à part mais il est en réalité un kohaku.